# Khilchipur
Khilchipur is een nagar panchayat (plaats) in het district Rajgarh van de Indiase staat Madhya Pradesh. 

## Demografie
Volgens de Indiase volkstelling van 2001 wonen er 15.321 mensen in Khilchipur, waarvan 51% mannelijk en 49% vrouwelijk is. De plaats heeft een alfabetiseringsgraad van 61%. 